# Хан Гуг Йон
Хан Гуг Йон (кор. 한국영, нар. 19 квітня 1990, Сеул) — південнокорейський футболіст, півзахисник катарського клубу «Катар СК» та національної збірної Південної Кореї.

## Клубна кар'єра
У дорослому футболі дебютував 2010 року виступами за команду клубу «Сьонан Бельмаре», в якій провів три сезони, взявши участь у 106 матчах чемпіонату. Більшість часу, проведеного у складі «Сьонан Бельмаре», був основним гравцем команди.
До складу клубу «Касіва Рейсол» приєднався на початку 2014 року, але вже влітку того ж року перебрався в катарський клуб «Катар СК».

## Виступи за збірну
2013 року дебютував в офіційних матчах у складі національної збірної Південної Кореї. Наразі провів у формі головної команди країни 8 матчів.
2014 року був включений до заявки збірної на тогорічний чемпіонат світу у Бразилії.

## Титули і досягнення
- Срібний призер Кубка Азії: 2015